# Headless Cross
Headless Cross е четиринадесети студиен албум на хевиметъл групата Black Sabbath, който е издаден на 24 април 1989 г. от I.R.S. Records. Това е втори албум с вокалиста Тони Мартин и първи с барабаниста Кози Пауъл.

## Информация
Според автобиографията на Тони Айоми Iron Man: My Journey Through Heaven and Hell with Black Sabbath, групата е отхвърлена от Warner Bros. и Vertigo Records през 1988 г. след дългогодишно сътрудничество. Скоро той се среща с Майлс Коуплънд, тогава собственик на I.R.S. Records. Коуплънд му казва: „Знаеш как да пишеш албуми, знаеш какво искат хората. Направи го и аз ще те подкрепя.“ Така Black Sabbath подписва с лейбъла.
Айоми се свързва с известния британски барабанист Кози Пауъл, който е свирил за Джеф Бек, Rainbow, MSG и Whitesnake, като му предлага да се присъедини към Sabbath. Двамата започват да пишат песни за новия албум в дома на Айоми, като Тони Мартин посещава репетициите. Айоми има намерение да върне Рони Джеймс Дио в групата. Скоро получава обаждане от Глория Бътлър, съпруга и мениджър на Гийзър Бътлър, която му съобщава, че той иска да се завърне. Това събиране обаче не се състои. Кози Паулъл продължава да търси вокалист, въпреки желанието на Айоми да остане Тони Мартин. Пауъл и Айоми решават сами да продуцират албума.
Лоурънс Котъл свири бас партиите в албума, но не се присъединява официално. Той участва във видеото на заглавнаа песен от албума, но не и в промоционалните снимки. За турнето басист на групата става Нийл Мъри, свирил за Whitesnake и Гери Мур. Песента „When Death Calls“ включва китарно соло от китариста на Queen Брайън Мей.
Песента „Call of the Wild“ първоначално е трябвало да се казва „Hero“, но Ози Озбърн използва това заглавие в албума си No Rest for the Wicked. За това Тони Айоми решава да промени името. „Devil & Daughter“ също е трябвало да носи друго име – „Devil's Daughter“, но и то е сменено поради същата причина.

### Турне
Black Sabbath е една от първите групи изнасяли концерти в СССР през 1989 г., след решението на Михаил Горбачов да отвори страната за западната култура. Групата прави 25 концерта, 13 в Москва и 12 в Ленинград. 2 от тях са професионално заснети и издадени на DVD в някои региони през 2008 г.

## Състав
- Тони Мартин – вокали
- Тони Айоми – китара
- Джеф Николс – клавиши
- Кози Пауъл – барабани

### Допълнителен персонал
- Лоурънс Котъл – бас
- Брайън Мей – китарно соло в „When Death Calls“

## Песни
| Headless Cross | Headless Cross                   | Headless Cross | Headless Cross | Headless Cross | Headless Cross | Headless Cross | Headless Cross | Headless Cross | Headless Cross |
| №              | Име                              | Време          |                |                |                |                |                |                |                |
| -------------- | -------------------------------- | -------------- | -------------- | -------------- | -------------- | -------------- | -------------- | -------------- | -------------- |
| 1.             | The Gates of Hell (инструментал) | 1:06           |                |                |                |                |                |                |                |
| 2.             | Headless Cross                   | 6:29           |                |                |                |                |                |                |                |
| 3.             | Devil & Daughter                 | 4:44           |                |                |                |                |                |                |                |
| 4.             | When Death Calls                 | 6:55           |                |                |                |                |                |                |                |
| 5.             | Kill in the Spirit World         | 5:11           |                |                |                |                |                |                |                |
| 6.             | Call of the Wild                 | 5:18           |                |                |                |                |                |                |                |
| 7.             | Black Moon                       | 4:06           |                |                |                |                |                |                |                |
| 8.             | Nightwing                        | 6:35           |                |                |                |                |                |                |                |
| 40:24          |                                  |                |                |                |                |                |                |                |                |